# Maggie Beckett
Maggie Beckett est un personnage de la série Sliders, interprété par Kari Wuhrer.

## Saison 3
Maggie travaille dans l'armée. Elle apparaît dans l'épisode 16 Un Monde D'Exode 1/2. Lorsque les glisseurs font sa connaissance, elle est capitaine. Son monde est menacé par des pulsars. Quinn l'aide à trouver un nouveau monde et des sentiments naissent entre eux rapidement. Malheureusement, Maggie est trahie par son supérieur le colonel Angus Rickman qui assassine son mari; celle-ci jure alors de le venger. Après la mort du Professeur Arturo, également tué par Rickman, Maggie rejoint les glisseurs dont le seul but est de retrouver le meurtrier de leur ami/mari. Elle s'entend bien avec les glisseurs, à l'exception de Wade, à qui elle reproche sa "faiblesse" (dans l'épisode "Un monde de zombies"). Maggie se montre très antipathique durant cette saison. Par ailleurs, tuer des gens pour assouvir sa vengeance ne semble pas la gêner. 

## Saison 4
Après la glisse du début de l'avant-dernier épisode de la saison, les subconscients de Quinn et de Maggie ont créé un monde chimérique dans lequel ils se sont mariés, qu'ils ont eu un fils prénommé Thomas Michael (en mémoire du père de Maggie pour le premier prénom, et de celui de Quinn pour le second), et qu'ils sont restés ensemble jusqu'à la fin de leurs jours. Après cet aperçu de ce que pourrait être son avenir, Maggie envisage d'entamer une relation amoureuse avec Quinn. Mais la recherche de la planète d'origine des deux frères Mallory et les aventures mouvementées des différentes glisses ne laisseront pas le temps à Quinn et Maggie d'avoir une telle relation.

## Saison 5
Dès le premier épisode de la saison 5, Quinn et Colin disparaissent tragiquement au cours d'une glisse. Maggie est effondrée par la mort de Quinn et veut faire son possible pour le sauver. Mais voyant que Mallory, le double de Quinn, retrouve son identité, Maggie se rapproche petit à petit de Rembrandt, le dernier glisseur de la bande originelle. À la fin de la saison, elle verra Rembrandt partir sur sa planète d'origine, appelée "Earth Prime" en VO, qui est envahie par les Kromaggs, sans savoir s'il est en vie ou pas. Il est à noter que Maggie semble plus affectée par la disparition de Quinn et par le départ de Rembrandt que par la mort de son propre mari, qui a eu lieu durant la saison 3. 